# Земља грува!
Земља грува! је српски алтернативни бенд који је настао 2007. године спонтаним окупљањем музичара око Студија грувленда!, а постаје популаран са синглом "Најлепше жеље".

## Чланови
Кроз бенд је пролазило много чланова од којих су три вокали – две девојке, Зое Кида и Констракта и један момак, ЕмСи Милован.
- Ана Јанковић-Радоњић [Зое Кида] (вокал)
- Милован Бошковић [ЕмСи Милован] (вокал)
- Ана Игњатовић-Ђурић [Констракта] (вокал)
- Небојша Анђелковић [Шобаја] (гитара)
- Петар Милановић (тромбон)
- Мирослав Ничић [Ниче] (продуцент)
- Андрија Даничић [Дистрибутер] (саксофон)
- Иван Радивојевић  [Још Већи Џез]  (труба)
- Марко Влајчић [Маре Царе]  (бас)
- Лука Лопичић [Леополд] (хармоника)
- Ђорђе Антић [Ђолео] (труба)
- Арион Петровски [Ајрон] (бубањ)
- Душан Шарић [Дуле Џез]  (клавијатуре)

## Каријера
Бенд је замишљен као музичка платформа отворена за сарадњу са сродним музичарима. Музички жанр који Земља грува представља је фузија праваца међу којима доминира црни ритам у аутентичном музичком концепту. Правци који се у музици бенда Земља грува преплићу су: афро, неосоул, рага, реге, џез, свинг и музика шездесетих година.
Осим својих албума, објавили су и три обраде песама Дине Дворника 2013. године за шта су имали подршку Данијеле Дворник, у едицији коју су назвали 'Дино у Земљи грува', то су песме: Африка, Зашто правиш слона од себе? и Удри јаче, манијаче. Наводе да су то урадили из поштовања према Диновом стваралаштву који је успео да фанк приближи широј публици.
2021. избацили су песму за децу под називом "Новогодишња песма за децу".

### Беовизија 2008.
Земља грува се први пут представила широј публици на „Беовизији 2008" песмом „Чудесни светови", где се пласирала у финале и заузела осмо место.

### Беовизија 2009.
Наступали су на избору за представника Србије и 2009. године са песмом "Свеједно је".

### Наступи и награде
Наступали као предгрупа на наступу певачица Ејми Вајнхаус и Индиле у Београду.
Наступали су на разним фестивалима, као што је нпр. Егзит фестивал, Нисомија, БирФест, ХилсАп итд.
2010. и 2011. године након хита "Најлепше жеље" освајају бројне награде „Оскар популарности“ у категорији „Нови звук“, хит године „Поп машине“ на радију Б92 и награда за најбољи албум године по мишљењу читалаца музичког портала Попбок.

## Дискографија

### Албуми
- ВТФ је Грувленд (2010)
- Дино у Земљи грува (2013) (албум обрада)
- Шта Стварно Желиш? (2016)
- Највећи хитови (2018)

### Синглови
- Нисам Знала Да Сам Ово Хтела (2010)
- Најлепше жеље (2010)
- Jaче манијаче са Гидром (2013)
- Судопера (2013)
- Ђанго (2016)
- Вуцибатина (2016)
- Мама (2018)
- Плодни дани (2018)
- Кругови (2019)
- Један дан (2019)
- Туга (2019)